# 上官桀
上官桀（前2世纪？—前80年），西漢陇西郡上邽县（在今甘肃省天水市境）人，汉武帝、漢昭帝時官员。有子上官安，孫女上官氏為漢昭帝的皇后。

## 生平
少時為羽林期門郎，深受武帝的信任及賞識，先被封為太僕，後又升遷至左將軍。在莽何罗谋反事件中，骑都尉上官桀立功。武帝死後，在遺詔裡封金日磾為秺侯，上官桀為安陽侯，霍光為博陸侯，但上官桀等人均不受。除此之外，武帝亦令金日磾、上官桀等人輔佐年少的漢昭帝。上官桀初與霍去病之弟霍光友好，霍光將其女嫁給上官桀的兒子上官安。上官安之女上官氏进入宮中，為婕妤。不久，被冊立為皇后，昭帝駕崩后，上官氏先后成为皇太后和太皇太后，直到壽終。後上官桀與掌權的霍光不睦，企圖聯合燕王刘旦發動叛亂，計畫事先敗露，被誅。

## 家族
- 父亲：上官□
- 母亲：□氏
- 妻子：伍□
- 长子：上官安（元凤政变被诛），儿媳：霍□（霍光之女）
- 次子：上官亨（元凤政变被诛），儿媳：□氏

## 另一个上官桀
曾随贰师将军李广利攻贰师，任搜粟都尉，上官桀往攻破郁成，郁成降。因“敢深入”之功劳，上官桀升任少府。按《汉书·百官公卿表下》，“搜粟都尉上官桀为少府，年老免”，实为同名同姓的两个人。